# Diyn

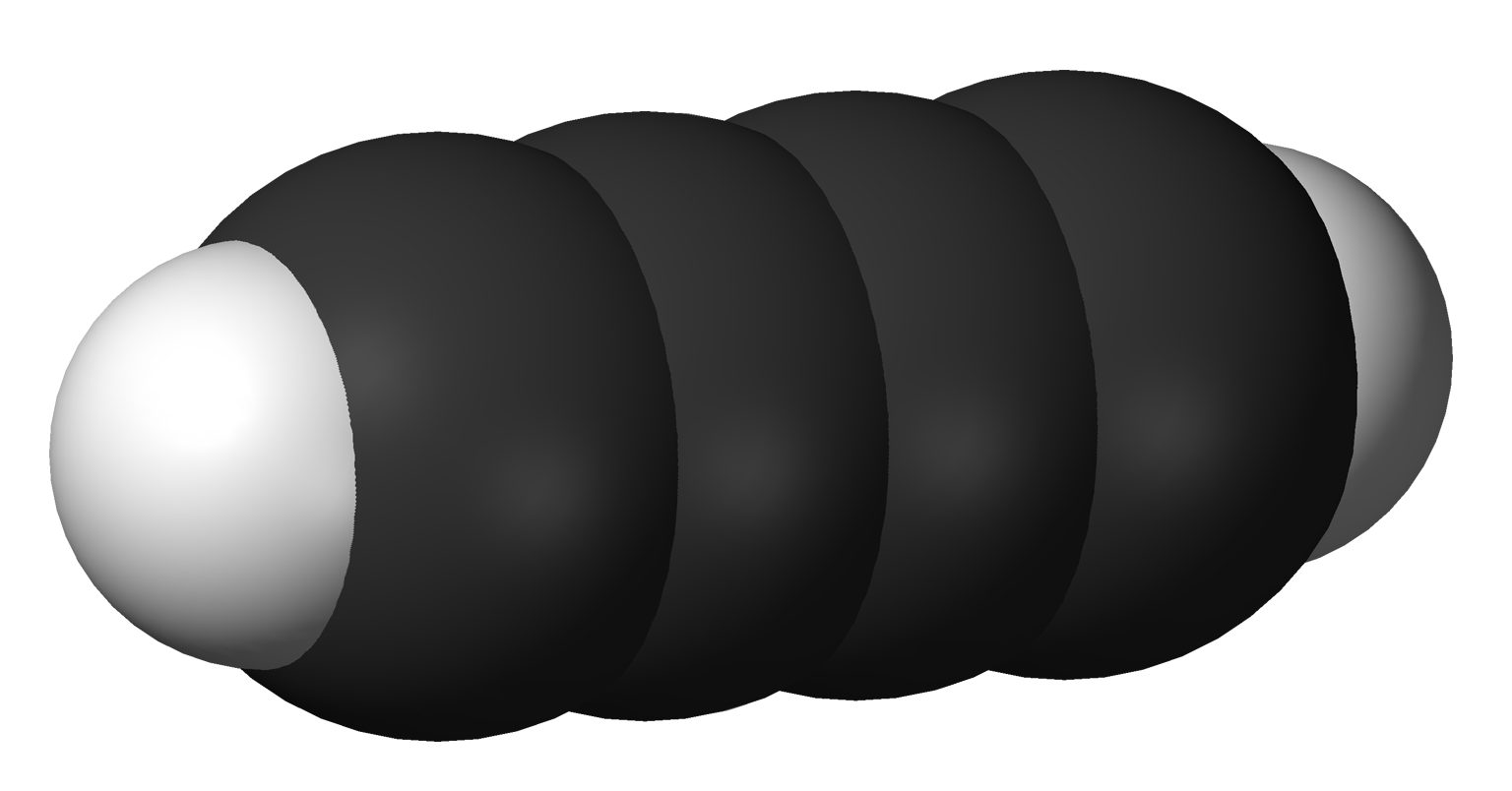
Butadiyn är ett exempel på en diyn.

Inom kemin är en diyn ett omättat kolväte som består av en (ogrenad eller grenad) kedja kolatomer som innehåller två trippelbindningar.
Den generella summaformeln är CnH2n−6.